# Château de Blanchefort
Pour les articles homonymes, voir Blanchefort.
 (octobre 2022).
- Si vous ne connaissez pas le sujet, laissez ce bandeau (vous pouvez alors contacter les auteurs).
- Si vous supprimez le contenu mis en cause (vous pouvez préalablement contacter les auteurs),

argumentez précisément cette suppression dans la page de discussion
(un manque de référence n'est pas un argument ; une recherche réelle de référence doit avoir été effectuée, être formellement documentée).
Le château de Blanchefort est un ancien château fort situé sur un promontoire rocheux sur les hauteurs de la commune de Rennes-les-Bains, dans le département de l'Aude, en Occitanie.

## Géographie
Il surplombe le confluent de la Sals et du Rialsesse affluent et sous-affluent de l'Aude.

## Historique
Le château de Blanchefort est construit sur un pic de roche blanche, d'où son nom (Blanchefort<"le fort blanc"). Une première castrum aurait été construit par les Wisigoths au Xe siècle. Mais le château est pour la première fois cité en 1067 comme le "castrum de Blancafortis". Selon la légende, c'est Blanche de Castille, venue à Rennes-les-Bains, qui aurait ordonné cette construction.
En 1100, il appartient à l'ancienne abbaye de Jaffus, puis passe à la puissante abbaye d'Alet en 1119 (cité dans une bulle du pape Calixte II). Le seigneur du château, un certain Bernard, se soumet au vicomte Bernard-Aton IV Trencavel en 1125.
Une légende de 1130 raconte qu'une mine d'or exploités par les templiers se trouvait au château de Blanchefort. Mais selon cette même légende, la production d'or de la mine du château n'était qu'une excuse : cet or provenait en fait d'un trésor wisigoth retrouvé au castrum.
En 1209, le château, rallié aux cathares, est pris par Simon de Montfort lors de la croisade contre les albigeois. Le seigneur Guillaume de Blanchefort fuit, et Pierre de Voisins (ami de Simon de Montfort) récupère le château et instaure de fortes taxes. Le château reste longtemps dans la famille Gilbert de Voisins, avant de passer entre-autres par la famille d'Hautpoul.
Au XIVe siècle, le château est agrandi et réaménagé. Néanmoins, avec l'arrivée des canons au XVIe siècle puis le traité des Pyrénées en 1659, le château perd toute son importance frontalière. Le château est ensuite abandonné, puisqu'en 1713, il ne figure pas sur la carte de Roussel recensant tous les châteaux.

## Architecture et ruines
L'entrée de la cour du château se faisait grâce à une échelle : en effet, la porte se trouve à plusieurs mètres de haut, sur une petite falaise.
Le château possédait un donjon carré de 7 mètres de côtés, et de murs de 1,5 m d'épaisseur. Il était équipé d'une citerne d'au moins deux mètres de profondeur pour s'approvisionner en eau potable.
De nos jours, il ne reste que de rares ruines du petit château : des traces de courtines autour de la cour, des traces d'un bâtiment trapézoïdal, les fondations bien conservées de la citerne, les fondations du donjon.